# Mountain View (Nowy Meksyk)
Mountain View – jednostka osadnicza w Stanach Zjednoczonych, w stanie Nowy Meksyk, w hrabstwie Luna.